# Nina Solheim
Nina Solheim (ur. 4 sierpnia 1979 w Pusan) – norweska zawodniczka taekwondo, wicemistrzyni olimpijska, brązowa medalistka mistrzostw świata.
Urodziła się w Korei Południowej. Srebrna medalistka igrzysk olimpijskich w Pekinie w 2008 roku w kategorii powyżej 67 kg i zdobywczyni siódmego miejsca w 2004 roku w Atenach. 
Jest brązową medalistką mistrzostw świata z 2001 roku.